# Juliane Schenk
Juliane Schenk (26 novembre 1982) è un'ex giocatrice di badminton tedesca.

## Palmarès

### Mondiali
- 1 medaglia:
  - 1 bronzo (Londra 2011 nel singolare)

### Europei
- 6 medaglie:
  - 3 argenti (Den Bosch 2006 nel doppio; Manchester 2010 nel singolare; Karlskrona 2012 nel singolare)
  - 3 bronzi (Ginevra 2004 nel doppio; Den Bosch 2006 nel singolare; Herning 2008 nel singolare)

### Europei a squadre
- 4 medaglie:
  - 1 oro (Amsterdam 2012)
  - 3 bronzi (Salonicco 2006; Almere 2008; Varsavia 2010)

### Europei a squadre miste
- 2 medaglie:
  - 1 argento (Amsterdam 2011)
  - 1 bronzo (Ginevra 2004)